# 持倉鉱山
持倉鉱山（もちくらこうざん）は、新潟県東蒲原郡三川村にあった鉱山。江戸時代に会津藩によって採掘が始まり、明治後期には五泉の実業家・小出淳太によって本格的な銅山開発が行われた。1919年（大正8年）には三井鉱山に買収されたが、翌1920年（大正9年）に閉山した。最大の産銅量となった1917年（大正6年）には約700人が働いていた。太平洋戦争後は蛍石の採掘も行われていた。
2022年には持倉鉱山からみ煉瓦遺構として産業遺産に認定された。